# Tikal (gioco da tavolo)
Tikal è un gioco da tavolo in stile tedesco di Wolfgang Kramer e Michael Kiesling.
La prima edizione del gioco è stata pubblicata nel 1999 da Ravensburger in tedesco e italiano e da Rio Grande Games in inglese; nel 2016 il gioco è stato nuovamente pubblicato, anche in italiano, con una veste grafica rinnovata e materiali migliorati.

## Il gioco

### Ambientazione
Ogni giocatore impersona il capo di una spedizione archeologica che ha come destinazione l'esplorazione della giungla dell'America Centrale, obiettivo delle spedizioni sono il ritrovamento e il recupero di templi e tesori. I capispedizione sono grandi rivali tra loro e alla fine solo chi avrà portato alla luce un numero maggiore di templi e di tesori potrà entrare nei libri di storia.

### Descrizione
Il tabellone è diviso in 36 spazi esagonali e riproduce una giungla intricata e impenetrabile vista dall'alto, i giocatori hanno in dotazione ciascuno 18 pedine normali e 1 pedina capo spedizione, inoltre possiedono 2 segnalini "campo". Il gioco è composto anche da 36 tavole che occupano gli spazi vuoti corrispondenti sul tabellone, da alcuni gettoni tesoro e dai segnalini per far progredire il valore dei templi.

### Meccanica di gioco

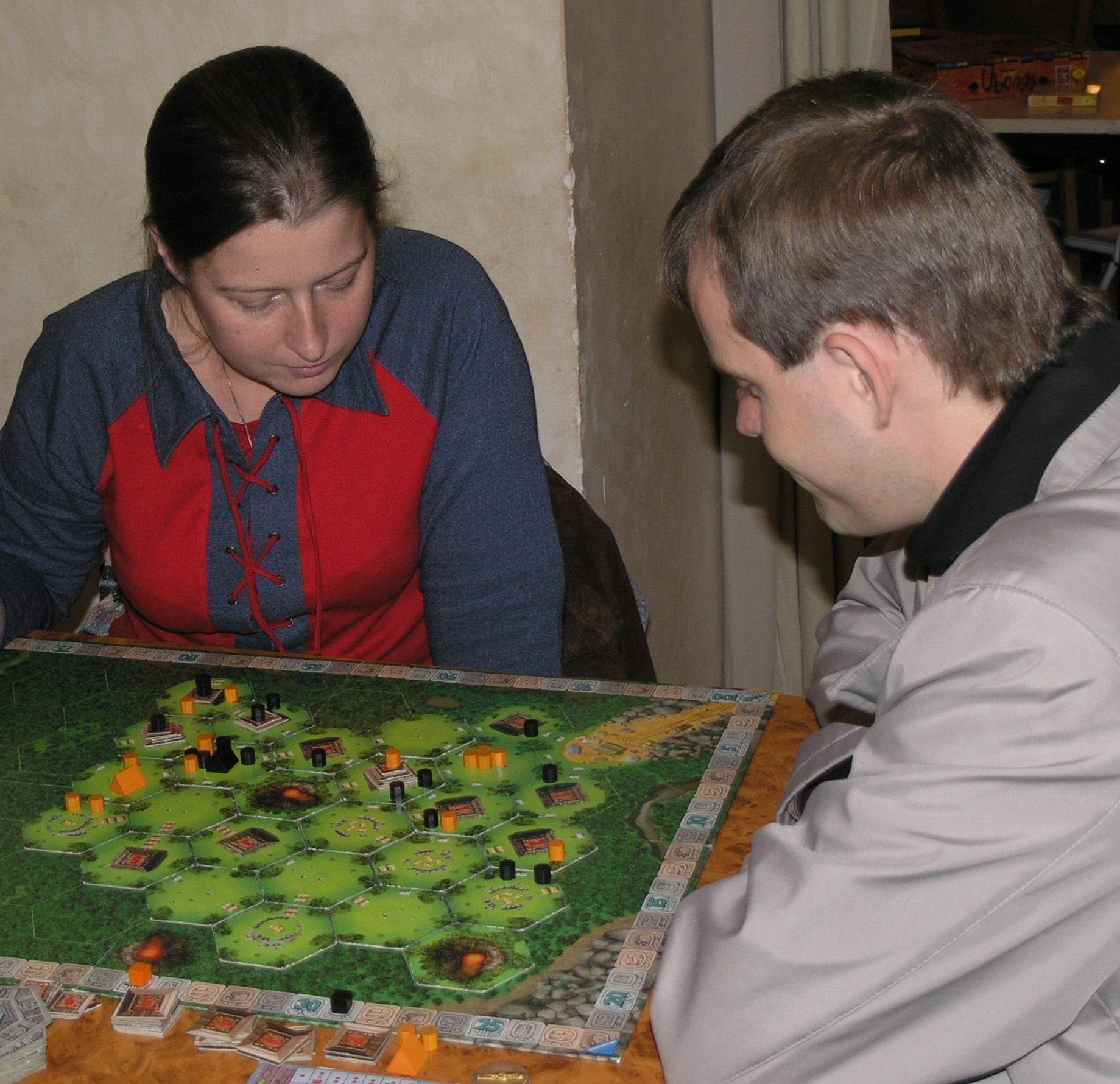
Tikal

Il gioco è basato su turni, durante ogni turno un giocatore pesca una tavola dal mucchio e la posiziona sul tabellone in posizione adiacente a quelle già posizionate. La tavola può avere raffigurato un tempio (in cui è indicato il valore in punti), dei tesori (da due a 4), foresta vergine (per poter piazzare un "campo") e vulcano (per iniziare la conta parziale). Poi il giocatore potrà compiere le azioni che riterrà più opportune per la sua strategia di gioco, ogni azione avrà un costo e il giocatore avrà a disposizione sempre e solo 10 punti azione da spendere in questa fase.

#### Azioni
Le azioni disponibili e i relativi costi in termini di punti azione (PA) sono:
- 1 PA: Far entrare una pedina in gioco, nel campo base oppure in uno dei propri campi se ne sono stati piazzati.
- 1 PA: Spostare di un segmento una pedina (oppure spostare la pedina da un proprio campo al campo base e viceversa, oppure tra i due campi posseduti)
- 2 PA: Portare alla luce un tempio (se sul tempio presente sulla tavola è indicato ad esempio il valore 3, pagando 2 PA si può piazzare un segnalino di valore 4), questa azione può essere eseguita massimo 2 volte per turno e può essere eseguita solo dal giocatore che possiede la maggioranza delle pedine presenti su quella tavola.
- 3 PA: Portare alla luce un tesoro (prendere il gettone tesoro e aggiungerlo alla propria collezione), questa azione può essere eseguita massimo 2 volte per turno e può essere eseguito solo dai giocatori che possiedono almeno una pedina su quella tavola.
- 3 PA: Scambiare un proprio tesoro con quello di un avversario.
- 5 PA: Piantare un campo in una tavola, questa azione può essere eseguita anche se non si ha una pedina nella tavola in cui si vuole piantare un campo.
- 5 PA: Posizionare un guardiano sul tempio, ovvero "chiudere" una tavola tempio bloccandone lo sviluppo ma assicurandosene il controllo con una sola pedina, questa azione può essere eseguita massimo 2 volte per partita e può essere eseguita solo dal giocatore che possiede la maggioranza dei segnalini presenti su quella tavola.

#### Conteggio dei punti
Ogni volta che viene estratta una tessera vulcano si procede con un turno che segue regole speciali e prevede un conteggio parziale dei punti, terminate tutte le tessere si esegue il conteggio definitivo, alla fine della partita il giocatore con più Punti Vittoria è il vincitore.
Ogni giocatore conta i punti dei templi su cui ha la maggioranza delle pedine e i suoi tesori. I tesori raffigurano diverse immagini; per ogni immagine ci sono tre tessere tesoro, per questo il valore dei tesori può variare:
- Se si possiede un solo tesoro di un tipo allora vale un punto.
- Se si possiedono due tesori dello stesso tipo allora la coppia non vale 2 punti ma 3.
- Se si possiedono tutti i tre tesori dello stesso tipo allora il tris non vale 3 punti ma 6.

## Premi e riconoscimenti
Il gioco ha vinto i seguenti premi e riconoscimenti:
1999:
- Spiel des Jahres: gioco vincitore[1]
- Deutscher Spiele Preis: 1º classificato

2000:
- International Gamers Award: gioco vincitore
- Best Multiplayer Strategy Game di Games Magazine

## Giochi correlati
Il gioco, insieme ai giochi Java e Mexica, sempre di Kramer e Kiesling, costituisce la cosiddetta Trilogia della Maschera (Mask Trilogy): tutti i giochi del gruppo hanno meccanismi simili ma temi diversi e tutti hanno una maschera sulla copertina, da cui il soprannome.
Tutti i giochi della Trilogia della Maschera (insieme a Torres) utilizzano la meccanica dei punti azione.
Nel 2010 gli autori hanno pubblicato un seguito del gioco dal titolo Tikal II: il tempio perduto.